# Sin-szarra-iszkun
Sin-szarra-iszkun (akad. Sîn-šarra-iškun, tłum. „Sin dostarczył króla”) – król Asyrii (?–612 p.n.e.), syn Aszurbanipala, brat i następca Aszur-etel-ilani.
Rekonstrukcja rządów Sin-szarra-iszkuna nastręcza wiele problemów, gdyż dostępne źródła dotyczące jego panowania są nieliczne i trudne do interpretacji. Pomimo tego iż był starszy, to jego młodszemu bratu, Aszur-etel-ilani, udało się przejąć władzę w Asyrii po śmierci ich ojca Aszurbanipala. Dopiero po kilku latach, najprawdopodobniej ok. 623 r. p.n.e., udało się Sin-szarra-iszkunowi odsunąć brata od władzy i samemu przejąć tron asyryjski. W pierwszych latach swego panowania urządzał on wyprawy wojenne do Babilonii, starając się przeciwdziałać rosnącym wpływom Nabopolassara. W Babilonii wpływy asyryjskie były wciąż silne, a mieszkańcy wielu miast, jak np. Uruk, Nippur czy Sippar, mieli pro-asyryjskie nastawienie. W walce z Nabopolassarem Sin-szarra-iszkun sprzymierzył się z Mannejczykami i Egipcjanami, natomiast Nabopolassarowi udało się zawrzeć sojusz z Medyjczykami. Tym ostatnim udało się w 614 r. p.n.e. zdobyć i złupić religijną stolicę Asyrii – miasto Aszur. W następnym roku Sin-szarra-iszkun próbował jeszcze wprawdzie kontratakować, ale atak w 612 r. p.n.e. połączonych armii Babilończyków i Medów zmusił go do wycofania się do Niniwy, stolicy Asyrii. Miasto zostało oblężone i padło po trzech miesiącach. Sin-szarra-iszkun najprawdopodobniej zginął w zdobytym mieście, ale jego dokładny los nie jest znany.